# Seksualitet i antikkens Rom
Seksualitet i antikkens Rom adskiller sig i den grad for, hvad vi kender til i dag. I Romertiden brugte man ikke termer som homoseksuel, heteroseksuel, eller biseksuel. Man var sammen med dem man kunne lide, mand eller kvinde. Ofte var det personens sociale status, der var det afgørende, hvor køn og alder for den sags skyld ikke betød så meget. Eksempelvis består en romersk husstand både af mandlige, og kvindelige slaver, som begge står til fri seksuel benyttelse af husherren.
Det romerske ægteskab handlede ikke så meget om kærlighed, men mere om arv. Det var vigtigt at sørge for at føre slægtsnavnet videre til næste generation. Udover dette giftede man sig også ud fra praktiske, politiske og økonomiske grunde.
Der har været 2 forskellige former for ægteskaber gennem Romertiden; det første hvor kvinden overgik fra sin fars til sin ægtemands varetægt – i alle henseender.
Senere forblev kvinden under sin fars autoritet, og skulle have sin fars accept hvis hun skulle gifte sig igen.
De romerske ægteskaber var meget enkelte, og ikke så pompøse som ægteskaber er i dag – dengang var det en meget enkel ceremoni, hvor der var nogle enkelte vidner, og hvor bruden derefter flyttede hen til brudgommen. Dog ansås ægteskabet ikke for at være fuldbyrdet før det første barn var født – så hvis en kvinde var steril, risikerede hun at blive sendt tilbage til sin far.
Loyalitet i et romersk ægteskab er til gengæld meget vigtigt, hvorimod lidenskab og kærlighed ansås som mindre vigtigt.
Romerne var i den grad meget åbne om deres sexliv, men dog ikke helt så åbne omkring deres seksualitet. Selvom man ikke gik op i køn og alder, så man til dels ned på homoseksuelle. Romerriget var ikke lige så frit som det gamle Grækenland.
På mure i Pompeji har man fundet graffiti som handler om sex og kærlighed:
>>De elskende lever, som bierne, et honningsødt liv<<, nedenunder dette er der tilføjet >> Gid det var så vel!<<
Et andet vil have hævn over Venus: >>Lad enhver, der elsker, komme an. Jeg skal smadre Venus’ ribben med min kølle og gøre hende svag i knæene. Hvis hun hamrer på mit svage bryst, hvorfor skulle jeg så ikke flække hendes hoved med en kølle?<<
Så man kan sige at romerne udtrykte sig med graffiti på præcis samme måde som vi ser nogle steder i dag.

## Fallosdyrkelsen
Grundet de mange reklamer for prostitution og afbildninger af fallosser overalt i Pompeji og Herculaneum på husmure har fået mange til at tro, at livet i Vesuvbyerne var ét langt sexorgie. Billederne har imidlertid ikke alle noget med sex at gøre – ikke direkte i hvert fald. For at beskytte sig mod ulykker og farer – såsom sygdom og død, brugte man magiske amuletter. Disse amuletter havde ofte form som en kropsdel: en hånd, en vulva eller en fallos. Især fallossen var populær som magisk genstand og blev dyrket som en gud under navnet Fascinus, der betyder ”trolddom”. For nyfødte babyer var det også normalt, at fik en fallos-amulet om halsen. Fallos brugtes også til at beskytte huse mod fremmede – på denne måde strækker fallos’ kraft sig udover det seksuelle. Selv de Pompejanske grave er udsmykket med fallosser – samt bageren ved Pansas hus i Pompeji. Bageren mente, at brød og kager ville blive mislykkede, hvis ikke hans forretning var prydet med en kæmpe fallos.

## Den huslige seksualitet
Den huslige seksualitet var ikke helt ligesom den er i dag. Slaver var mulige partnere for de frie mænd i huset og skulle altid underkaste sig. Hvis en husmand respekterede slaves ønske om afslag, var det ikke fordi han respekterede ham eller hende som menneske, men for at beherske sine egne lyster. Da det altid handler om ham selv, og ikke andre. Forbud omkring køn og alder som i dag fandtes heller ikke, og derfor skete det at unge og gamle mænd var sammen. Derimod var der forbud imod at være sammen med en, der ikke havde samme juridiske status, dog hændte det alligevel, men det var ikke noget, man talte om.
Indenfor var den romerske seksualitet der ingen forpligtelse og heller ingen bånd. Det ægteskabelige forhold bestod derfor kun i seksuel kontakt mellem mand og kone, samt at have børn og familie sammen.
Man skammede sig ikke over samlejet, da det var helt naturligt, men det var upassende at tale om. Det vigtigste var ikke akten, men det akten viste om manden, at han blev blødgjort af nydelse og kærlighedens glæder, og derved viste en side af sig selv, hans følsomme side – og ikke bare, at han var en stor og stærk mand.
Den huslige seksualitet medførte at der var stor familieforvirring, da familiens sønner kunne være omgivet af folk, som var deres fars elskere eller elskerinder. Hvad vi ville kalde incest var helt normalt, da faren også kunne finde på at have samleje med sin tjenestepiges datter. Samleje skete på kryds og tværs af alder og køn, også indenfor husstanden. Så brødre og søstre kunne være hinandens elskere, hvilket også var meget upassende at tale om.

## Homoseksuelle
APELLES MUS CUM FRATRE DEXTRO AMABILITER FUTUIMUS BIS/BINAS
Her kneppede musen Apelles og hans broder Dexter dejligt med hinanden to gange.
”Broder” er kodeordet for en homoseksuel ven i antikke tekster. Homoseksualitet var ikke så udbredt i Romerriget, men mere accepteret end i vort samfund, hvilket ses på en graffiti fra en søjleskaft på Pompejis plaæstra: ”Den”9.november inviterede jeg, Quintus Postimius, Aulus Attius til at have samleje med mig” (CIL.IV 8805 på søjle CXVII)

## Prostituerede/ slaver
De prostituerede blev i antikken anset som vanærede, og de fremtræder generelt som forholdsvis ringeagtede. Dette gjorde dog ikke at erhvervet blev anset som et samfundsproblem. Man har ifølge kilder ment, at prostitutionen tjente det formål delvist at beskytte gifte kvinder og unge piger imod mændenes seksualdrifter.

## Bordeller
I starten af antikforskningen mente man, at afbildningen af fallossymboler osv. var en form for vejvisere til bordeller. Man har dog senere fundet ud af at man i antikken anså disse tegn som værende et religiøst frugtbarhedssymbol. På baggrund af denne viden har man fundet ud af, at der i byen Pompeji ikke var de omkring 57 bordeller som man først troede, men i virkeligheden kun nogle få stykker. Dette passer også langt bedre ind i byens indbyggertal på omkring 20.000. Til sammenligning mener man at der i Rom med omkring 1 mio. indbyggere var omkring 45 bordeller.
[Billede mangler]
Denne Penis i sten, har været en vejviser til et Bordel i Pompeji
Man har flere steder fundet vægmalerier af forskellige sexstillinger. En lidt speciel ting er, at missionærstilling næsten ikke er afbildet nogen steder. Man har diskuteret grunden til dette. Nogle forskere mener at det skyldes at den ikke var særlig udbredt dengang, men der er også en del forskere der mener at det udelukkende skyldes at missionærstillingen ikke er noget spændende kunstnerisk motiv.
Under kejser Calligula ser bordeldriften ud til at have været lovlig, og endda beskattet. Den prostituerede skulle pr. dag aflevere et beløb svarende til, hvad den enkelte tjente på et samleje. På et tidspunkt skulle kejseren også, for at hæve indtjeningen, have startet sit eget bordel i sit palads.
Badeanstalter
En anden ting der kan minde om bordellerne er de offentlige badeanstalter. På disse steder kunne man selvfølgelig bade og vaske sig, men de største af centrene havde også mange andre ting som bibliotek, spisesteder – og mini-bordeller. Badeanstalterne har åbenbart været nært forbundet med sex. Badene, eller termerne som de også hedder, var oplagte arbejdspladser for prostituerede, og der var også bademestre der udlejede deres slavinder til seksuelle formål.

## Nero
Nero holdt, ifølge Sueton, mange gilder. Til disse gilder var der både varm – og koldtvands bassiner, og som betjening, var der skøger fra hele byen og nogle gange var disse såkaldte skøger, sågar gifte kvinder. Udover dette forførte han også unge drenge. Nero var ikke homoseksuel, men så lige nydelse i både mænd og kvinder. En anden historie Sueton går meget op i at beskrive, er den, hvor Nero klædte sin slave, Sporus, ud som kvindelig brud – gav ham brudeslør på, og førte ham gennem byen i et stort optog, hjem til Nero. Hele vejen har Nero kysset ham.
Udover disse mandlige eskapader har Nero holdt gifte kvinder som elskerinder, og voldtaget vestalinden Rubria. Han har også haft samleje med sin mor i den bærestol, der transportere dem begge gennem byen, det kunne man se på hans krøllede og plettede dragt. Det eneste belæg Sueton har for sin påstand, er det krøllede tøj samt den plettede dragt – hvilket han havde hørt fra folkemunde. Efter at have udsat sig selv for diverse seksuelle udskejelser fandt han på at iføre sig selv dyreskind, og få nogen til at lukke ham ud af et bur, hvor han derefter gik løs på mænd og kvinder, som var bundet til pæle, hvor derefter at få Doryphorus til at tilfredsstille ham.

## Caligula
Ifølge Sueton mødte Caligula – efter sin optagelse som mand – mange gifte kvinder i smug, dette gjorde han iført paryk og lange klæder. Udover dette har han lokket Ennia Naevia til utugt samt lovet hende ægteskab, hvis han fik regeringen. Han har også haft samleje med sine søstre.

## Sueton som kilde
Alle disse påstande som Sueton kommer med om de forskellige kejsere, skal man tage med et gran salt. For det første levede han ikke på det pågældende tidspunkt, og for det andet havde han en tendens til at overdrive. Det vil sige, at hvis en kejser var lidt skør og noget af en tyran, vil Sueton overdrive, for at gøre det mere spændende.